# لونا فوکه
لونا فوکه (هلندی: Luna Fokke؛ زادهٔ ۹ مارس ۲۰۰۱) بازیکن هاکی روی چمن زن اهل هلند است.